# جوزيف أ. ودوارد
جوزيف أ. ودوارد هو محامي وسياسي أمريكي، ولد في 11 أبريل 1806 في وينسبورو في الولايات المتحدة، وتوفي في 3 أغسطس 1885 في تالاديغا في الولايات المتحدة. نشط حزبياً في الحزب الديمقراطي. وقد انتخب عضو مجلس نواب كارولاينا الجنوبية ‏ وانتخب عضو مجلس النواب الأمريكي.